# Adelino Pereira Dias
Adelino Pereira Dias (Salinas, 22 de julho de 1935) foi um fazendeiro e político brasileiro do estado de Minas Gerais.
Foi eleito deputado estadual de Minas Gerais durante a 11ª legislatura (1987 - 1991), eleito pelo PMDB

Adelino Dias foi também prefeito do município de Janaúba no período de 1973 a 1977